# Takifugu orbimaculatus
Takifugu orbimaculatus är en fiskart som beskrevs av Kuang, Li och Liang 1984. Takifugu orbimaculatus ingår i släktet Takifugu och familjen blåsfiskar. IUCN kategoriserar arten globalt som livskraftig. Inga underarter finns listade i Catalogue of Life.